# Michel Périn (Radsportler)
Michel Périn (* 20. Mai 1947 in Nérac) ist ein ehemaliger französischer Radrennfahrer.

## Sportliche Laufbahn
Périn war im Straßenradsport aktiv. Als Amateur startete er für den Verein CC Bordelais. 1966 holte er einen Etappensieg in der Tour du Bordelais, 1967 wurde er Zweiter in diesem Etappenrennen. Die französische Militärmeisterschaft im Straßenrennen gewann er 1967. In jener Saison wurde er auch Vize-Meister im Mannschaftszeitfahren. Von 1968 bis 1977 war Périn als Berufsfahrer aktiv. Als Radprofi gewann er 1971 das Eintagesrennen Grand Prix Kanton Aargau, 1977 das Rennen Fayt-le-France vor Rudy Pevenage und 1979 den Grand Prix d’Isbergues. Zweiter wurde er 1972 in der Route nivernaise, 1973 in der Tour de l’Oise hinter Alain Santy und in der Tour de l’Aude 1975 hinter Lucien van Impe. 
Dritte Plätze holte er 1968 und 1972 in der nationalen Straßenmeisterschaft, 1969 bei Bordeaux–Paris und Paris–Camembert, 1971 bei Genua–Nizza. 
Die Tour de France bestritt Périn siebenmal. 1970 wurde er 79., 1971 23., 1972 19., 1973 7., 1974 16. und 1976 40. der Gesamtwertung. 1975 war er ausgeschieden.